# Zhai Chao

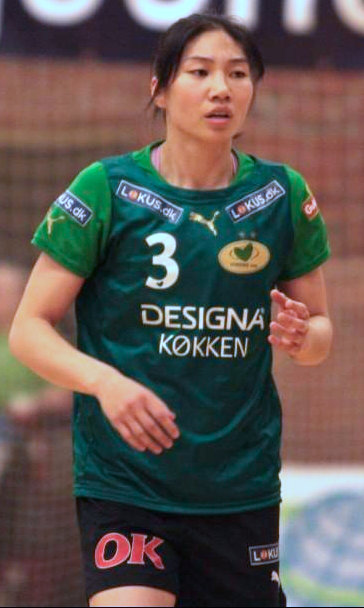
Zhai Chao (2009)

Zhai Chao (chinesisch 翟超, Pinyin Zhái Chāo; * 14. Dezember 1971 in Peking) ist eine ehemalige chinesische Handballspielerin. Sie wurde 2002 zur Welthandballerin gewählt.
Zhai begann 1985 das Handballspielen. Januar 1998 wechselte sie von Peking zum deutschen Verein SV Berliner VG 49, für den sie bis 2000 spielte. Anschließend ging die Rückraumspielerin vier Jahre für den dänischen Erstligisten Randers HK auf Torejagd, bevor sie zum Ligakonkurrenten Viborg HK wechselte. 2007 beendete sie in Viborg ihre aktive Karriere. Nach der Geburt ihrer Tochter kehrte sie in der Saison 2008/09 nochmals in den Kader von Viborg zurück.
Für die chinesische Nationalmannschaft erzielte sie mehr als 1000 Treffer in über 100 Länderspielen. Bei der Weltmeisterschaft 2001 erzielte sie in sechs Partien insgesamt 49 Treffer, wodurch sie gemeinsam mit Maja Savić den 6. Platz der Torschützenliste einnahm. Außerdem nahm sie an den Olympischen Spielen 1996 und 2004 teil. Bei der Olympiade 1996 belegte Zhai Chao mit 29 Treffern den sechsten Platz in der Torschützinnenliste des Turniers.

## Erfolge
- Dänische Meisterin: 2006, 2008, 2009
- 3. Platz in der dänischen Meisterschaft: 2005
- Dänische Pokalsiegerin: 2006, 2008
- Champions League: 2006, 2009